# Benjámin Gledura
Dans le nom hongrois Gledura Benjámin, le nom de famille précède le prénom, mais cet article utilise l’ordre habituel en français Benjámin Gledura, où le prénom précède le nom.
Benjámin Gledura est un joueur d'échecs hongrois né le 4 juillet 1999 à Eger (Hongrie).
Au 1er février 2022, il est le cinquième joueur hongrois et le 90e joueur mondial avec un classement Elo de 2 652 points.

## Biographie
Grand maître international depuis 2016, il a remporté le championnat d'Europe des moins de dix ans en 2009.
Au 1er juin 2017, il est le septième joueur hongrois et le 6e junior mondial avec un classement Elo de 2 620 points
En octobre 2015, il battit Anatoli Karpov (1,5 à 0,5) en demi-finale du tournoi de parties rapides du festival d'échecs de Budapest.
En février 2016, il finit invaincu à la 25e place du festival d'échecs de Gibraltar avec sept parties nulles et trois victoires dont une contre l'ancien champion du monde Viswanathan Anand.
Il a participé à l'olympiade d'échecs de 2016 à Bakou avec l'équipe de Hongrie (5 points sur 8 comme cinquième échiquier).
En janvier 2019, Gledura finit 2e-4e du tournoi de Wijk aan Zee B (Tata Steel Challengers) avec 8,5 points sur 13.
Lors de la Coupe du monde d'échecs 2019, il est battu au premier tour par le Russe Ievgueni Naïer. En 2023, il est battu au troisième tour par l'Américain Hikaru Nakamura
| Année | Lieu            | Résultat       | Ultime adversaire | Adversaires battus                  |
| ----- | --------------- | -------------- | ----------------- | ----------------------------------- |
| 2019  | Khanty-Mansiïsk | premier tour   | Ievgueni Naïer    |                                     |
| 2023  | Bakou           | troisième tour | Hikaru Nakamura   | Eldiar Orozbaev, Nodirbek Yakubboev |